# 多院制

採用兩院制的國家/地區
採用一院制的國家/地區
拥有一院制立法机构和咨询机构的国家。
無議會的國家/地區
無資料（2011年）

多院制（英文：Multicameralism或Polycameralism），是指與一院制相對，立法機構劃分為數個合議性團體，包括兩院制（Bicameralism）、三院制（Tricameralism）或四院制（Tetracameralism），甚或四個以上議院的情況。